# Thinopteryx stenoleuca
Thinopteryx stenoleuca là một loài bướm đêm trong họ Geometridae.